# Flughafen Rurrenabaque

i7
i11
i13
Der Flughafen Rurrenabaque (IATA-Code RBQ, ICAO-Code SLRQ) ist ein Flughafen in Rurrenabaque, Bolivien. Die längere der beiden Landebahnen (18/36) wurde im Jahre 2010 asphaltiert. Zuvor konnten die Graslandebahnen an regnerischen Tagen nicht benutzt werden. Insbesondere in der Regenzeit von Dezember bis April waren deshalb Verspätungen an der Tagesordnung.

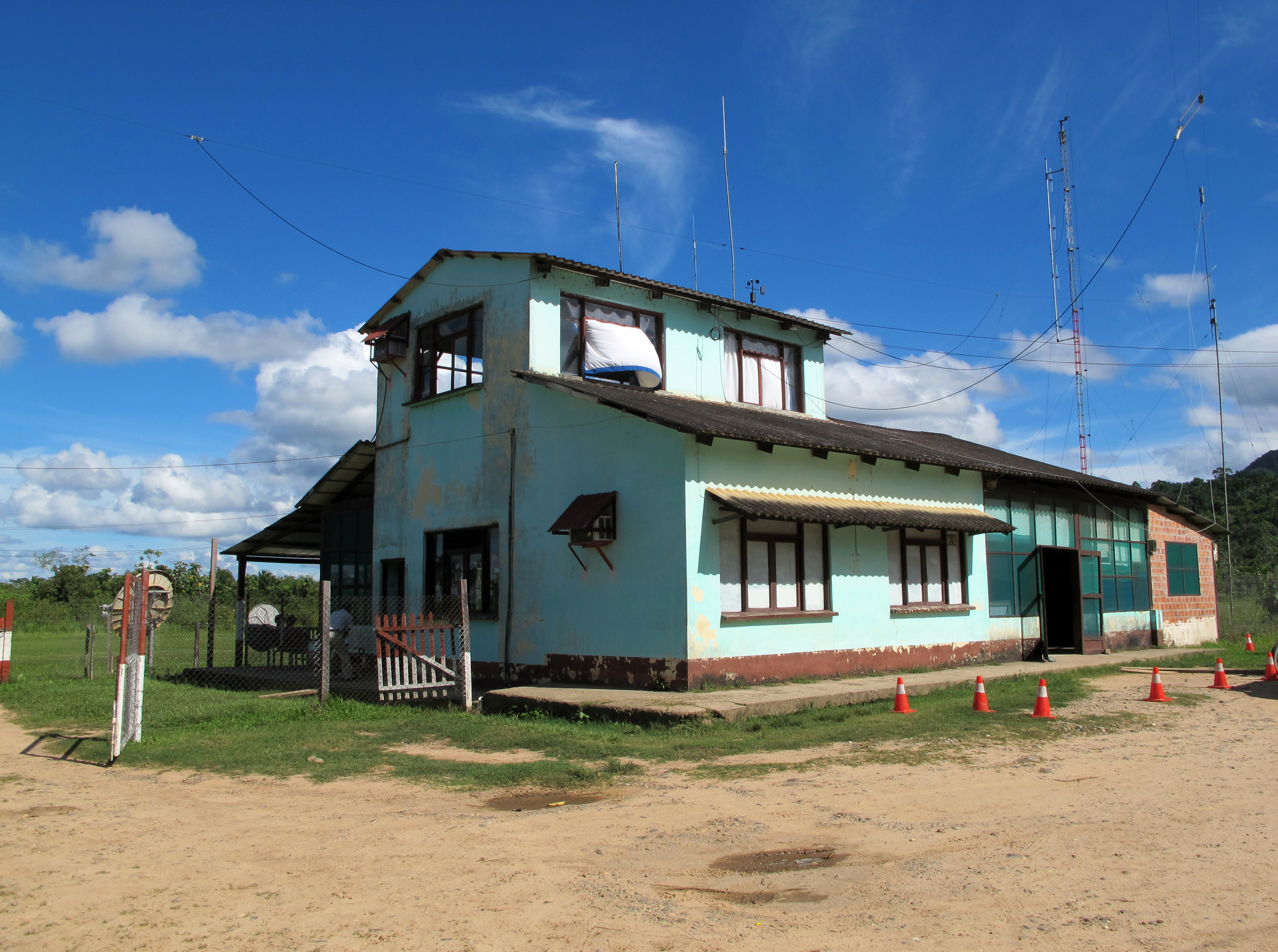
Das Abfertigungsgebäude von vorne

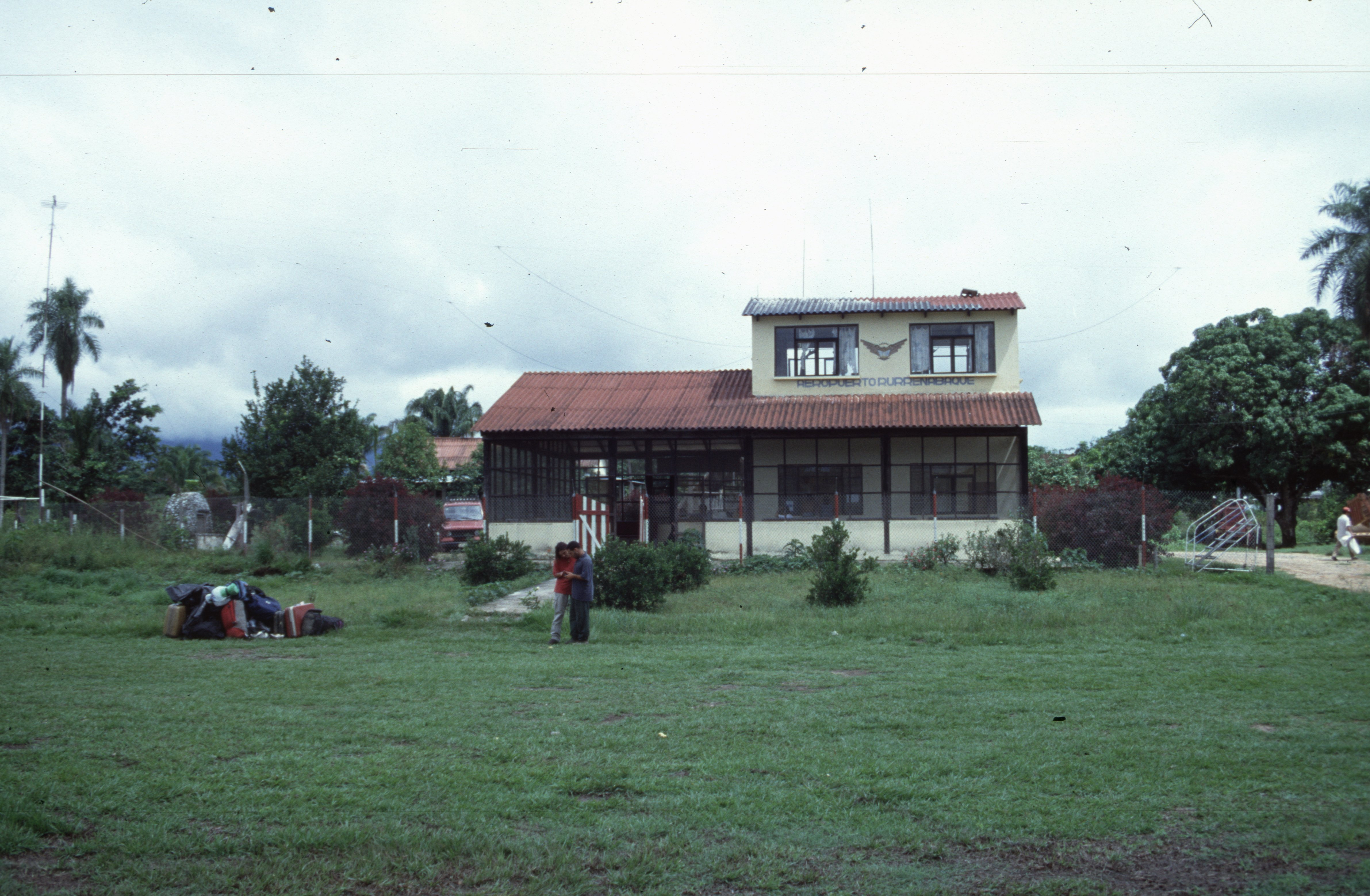
Das Abfertigungsgebäude von hinten

## Zwischenfälle
- Am 10. August 1949 wurde eine Curtiss C-46A-60-CK Commando der bolivianischen Lloyd Aéreo Boliviano (Luftfahrzeugkennzeichen CB-37) am Flughafen Rurrenabaque irreparabel beschädigt. Über Personenschäden ist nichts bekannt.[1]

- Am 24. März 1984 kam es bei einer Douglas DC-4/C-54S auf einem Frachtflug der bolivianischen Frigorifico Reyes (CP-1206) kurz nach dem Abheben vom Flughafen Rurrenabaque zu Fehlzündungen. Die rechte Tragflächenspitze streifte Bäume, woraufhin das Flugzeug außer Kontrolle geriet und in einem Wald abstürzte. Alle 5 Insassen, drei Besatzungsmitglieder und 2 Passagiere, wurden getötet.[2]

## Fluggesellschaften und Ziele
Der Flughafen wird primär von der Fluggesellschaft EcoJet angeflogen.